# Journal of Management Inquiry
 (décembre 2014).
Journal of management inquiry est une revue scientifique, basée sur l'évaluation par les pairs, qui couvre le champ de la théorie des organisations. 